# 史密斯岩
史密斯岩（英語：Smith Rocks）是南極洲的岩石，位於麥克羅伯特森地，處於卡諾帕斯群島東北面0.9公里、基特尼島以西0.9公里、威爾特郡岩西南面2海里和帕特森群島西北面3海里，根據挪威探險隊拍攝的空中照片繪入地圖，現時由南極條約體系管理。